# Aria Wallace
Aria Wallace est une actrice et chanteuse américaine née le 3 novembre 1996 à Atlanta, en Géorgie (États-Unis).

## Filmographie
- 2003 : Charmed (série télévisée) : Crying Little Girl
- 2003 : La Caravane de l'étrange (Carnivàle) (série télévisée) : Polly Ann
- 2003 : That '70s Show (série télévisée) : Little Girl #2
- 2004 : What Should You Do? (série télévisée) : Amy
- 2004 : Amy (Judging Amy) (série télévisée) : Jessica Adelstein
- 2004 : La Vie avant tout (série télévisée) : Emma Millbrook
- 2004 : The Tonight Show (The Tonight Show with Jay Leno) (série télévisée) : Little Girl
- 2005 : Untitled David Diamond/David Weissman Project (TV)
- 2005 : The Bernie Mac Show (série télévisée) : Lara
- 2005 : Desperate Housewives (série télévisée) : Lily Stevens
- 2005 : L'Homme parfait (The Perfect Man) : Zoe Hamilton
- 2005 : Les Experts : Manhattan (CSI: NY) (série télévisée) : Emily Dickerson
- 2005 : Esprits criminels (Criminal Minds) (série télévisée) : Emily
- 2007 : Roxy Hunter and the Mystery of the Moody Ghost (TV) : Roxy Hunter
- 2007 : Christmas in Paradise (TV) : Nell
- 2008 : Roxy Hunter and the Myth of the Mermaid (TV) : Roxy Hunter
- 2008 : Roxy Hunter and the Secret of the Shaman (TV) : Roxy Hunter
- 2008 : Roxy Hunter and the Horrific Halloween (TV) : Roxy hunter
- 2008 : iCarly (série télévisée) : Mandy